# Ramal de Bananeiras
O Ramal de Bananeiras foi um ramal ferroviário de ligação que unia seis estações ferroviárias do brejo paraibano, especialmente as estações de Bananeiras à Estação de Guarabira, teve seu primeiro trecho entregue em 1910 e chegou em Bananeiras somente em 1925. Seus 35 quilômetros foram entregues em 15 anos, embora o ramal deve-se avançar mais 35-40 km para atingir Picuhy, ele jamais avançou. Em 1966, o trem deixou de circular pelo ramal. Em 18 de Abril de 1970, o ramal foi oficialmente suprimido.